# Campeonato Europeu de Futebol Sub-21 de 2006
O Campeonato Europeu de Futebol Sub-21 de 2006 foi a 15ª do Campeonato Europeu de Futebol Sub-21.
Começou a sua fase de qualificação em agosto de 2004. A 15 de dezembro de 2005, Portugal foi escolhido para sediar as finais da competição, que teve lugar entre 23 de maio e 4 de junho de 2006. O torneio foi ganho pelos Países Baixos, que bateu a Ucrânia 3-0 na final.
Na fase final do Campeonato as seleções foram divididas dois grupos de quatro, num sorteio para a fase final teve lugar em grupos de 8 de fevereiro de 2006, com os vencedores e segundo classificados de cada grupo passaram para as meias finais.
Este Campeonato da Europa de Sub-21 de Portugal ficou marcado por assistências recordes até então registadas, tendo tido um grande apoio do público.

## Sedes
- Estádio Municipal de Águeda, Águeda
- Estádio Municipal de Aveiro, Aveiro
- Estádio Cidade de Barcelos, Barcelos
- Estádio Municipal de Braga, Braga
- Estádio D. Afonso Henriques, Guimarães
- Estádio do Bessa, Porto

## Fase de grupos

### Grupo A
| Pos. | Seleção             | Pts | J | V | E | D | GP | GC | SG |
| ---- | ------------------- | --- | - | - | - | - | -- | -- | -- |
| 1    | França              | 9   | 3 | 3 | 0 | 0 | 6  | 0  | +6 |
| 2    | Sérvia e Montenegro | 3   | 3 | 1 | 0 | 2 | 2  | 3  | –1 |
| 3    | Portugal            | 3   | 3 | 1 | 0 | 2 | 1  | 3  | –2 |
| 4    | Alemanha            | 3   | 3 | 1 | 0 | 2 | 1  | 4  | –3 |

| 23 de maio | Sérvia e Montenegro | 0 – 1     | Alemanha     | Estádio Cidade de Barcelos, Barcelos       |
| 17:15      |                     | Relatório | Polanski 61' | Público: 3 245 Árbitro: BEL Serge Gumienny |

| 23 de maio | Portugal | 0 – 1     | França   | Estádio Municipal de Braga, Braga        |
| 19:45      |          | Relatório | Vale 41' | Público: 26 875 Árbitro: ENG Howard Webb |

| 25 de maio | França                                          | 3 – 0     | Alemanha | Estádio D. Afonso Henriques, Guimarães      |
| 17:15      | Sinama-Pongolle 45' · Gouffran 72' · Mavuba 78' | Relatório |          | Público: 8 023 Árbitro: ESP Alberto Undiano |

| 25 de maio | Portugal | 0 – 2     | Sérvia e Montenegro | Estádio Cidade de Barcelos, Barcelos       |
| 19:45      |          | Relatório |                     | Público: 9 968 Árbitro: SWE Martin Hansson |

| 28 de maio | Alemanha | 0 – 1     | Portugal       | Estádio D. Afonso Henriques, Guimarães  |
| 19:45      |          | Relatório | Moutinho 90+4' | Público: 28 174 Árbitro: ISR Alon Yefet |

| 28 de maio | França                         | 2 – 0     | Sérvia e Montenegro | Estádio Municipal de Braga, Braga         |
| 19:45      | Bergougnoux 33' · Toulalan 54' | Relatório |                     | Público: 8 585 Árbitro: AUT Gerald Lehner |

### Grupo B
| Pos. | Seleção       | Pts | J | V | E | D | GP | GC | SG |
| ---- | ------------- | --- | - | - | - | - | -- | -- | -- |
| 1    | Ucrânia       | 6   | 3 | 2 | 0 | 1 | 4  | 3  | +1 |
| 2    | Países Baixos | 4   | 3 | 1 | 1 | 1 | 3  | 3  | 0  |
| 3    | Itália        | 4   | 3 | 1 | 1 | 1 | 4  | 4  | 0  |
| 4    | Dinamarca     | 2   | 3 | 0 | 2 | 1 | 5  | 6  | –1 |

| 24 de maio | Ucrânia                         | 2 – 1     | Países Baixos | Estádio Municipal de Águeda, Águeda       |
| 17:15      | Milevskiy 39' (pen) · Fomin 51' | Relatório | Luirink 90+2' | Público: 4 250 Árbitro: AUT Gerald Lehner |

| 24 de maio | Itália                                    | 3 – 3     | Dinamarca                                  | Estádio Municipal de Aveiro, Aveiro     |
| 19:45      | Potenza 16' · Palladino 61' · Bianchi 90' | Relatório | Würtz 21' · Kahlenberg 33' · Andreasen 41' | Público: 11 250 Árbitro: ISR Alon Yefet |

| 26 de maio | Dinamarca      | 1 – 1     | Países Baixos | Estádio Municipal de Aveiro, Aveiro        |
| 17:15      | Kahlenberg 48' | Relatório | Huntelaar 38' | Público: 8 021 Árbitro: BEL Serge Gumienny |

| 26 de maio | Itália          | 1 – 0     | Ucrânia | Estádio Municipal de Águeda, Águeda     |
| 19:45      | Chiellini 90+3' | Relatório |         | Público: 6 873 Árbitro: ENG Howard Webb |

| 29 de maio | Países Baixos | 1 – 0     | Itália | Estádio Municipal de Aveiro, Aveiro         |
| 19:45      | De Ridder 74' | Relatório |        | Público: 14 300 Árbitro: BEL Martin Hansson |

| 29 de maio | Dinamarca      | 1 – 2     | Ucrânia                   | Estádio Municipal de Águeda, Águeda         |
| 19:45      | Kahlenberg 43' | Relatório | Fomin 31' · Milevskiy 84' | Público: 5 784 Árbitro: ESP Alberto Undiano |

## Fase Final
|  | Semifinal           | Semifinal |   |  | Final              | Final |  |
|  |                     |           |   |  |                    |       |  |
|  | 1 de junho — Braga  |           |   |  |                    |       |  |
|  | França              | 2         |   |  |                    |       |  |
|  | Países Baixos       | 3         |   |  |                    |       |  |
|  |                     |           |   |  |                    |       |  |
|  |                     |           |   |  | 4 de junho — Porto |       |  |
|  |                     |           |   |  | Países Baixos      | 3     |  |
|  |                     | Ucrânia   | 0 |  |                    |       |  |
|  |                     |           |   |  |                    |       |  |
|  |                     |           |   |  |                    |       |  |
|  |                     |           |   |  |                    |       |  |
|  | 1 de junho — Aveiro |           |   |  |                    |       |  |
|  | Ucrânia             | 0 (5)     |   |  |                    |       |  |
|  | Sérvia e Montenegro | 0 (4)     |   |  |                    |       |  |

### Semi-finais
| 1 de junho | França                        | 2 – 3 (pro) | Países Baixos                 | Estádio Municipal de Braga, Braga           |
| 17:15      | Faubert 51' · Bergougnoux 85' | Relatório   | Hofs 6', 107' · Huntelaar 38' | Público: 7 887 Árbitro: ESP Alberto Undiano |

| 1 de junho | Ucrânia | 0 – 0     | Sérvia e Montenegro | Estádio Municipal de Aveiro, Aveiro      |
| 19:45      |         | Relatório |                     | Público: 17 357 Árbitro: ENG Howard Webb |

|                                                  |       | Penalidades                                       |  |
| Aliyev Fomin Chyhrynskyi Godin Yatsenko Maksymov | 5 – 4 | Janković Milijaš Milovanović Bastae Lomić Purović |  |

### Final
| 4 de junho | Países Baixos                         | 3 – 0     | Ucrânia | Bessa XXI, Porto                            |
| 19:45      | Huntelaar 11', 43' (pen) · Hofs 90+4' | Relatório |         | Público: 22 146 Árbitro: SUE Martin Hansson |

## Premiação
| Campeonato Europeu Sub-21 de 2006 |
| Países Baixos                     |
| --------------------------------- |
| HOLANDA Campeão (1º título)       |

| Chuteira de Ouro        | Chuteira de Prata | Chuteira de Bronze    |
| ----------------------- | ----------------- | --------------------- |
| NED Klaas-Jan Huntelaar | NED Nicky Hofs    | DNK Thomas Kahlenberg |
| Melhor Jogador          |                   |                       |
| NED Klaas-Jan Huntelaar |                   |                       |

### Equipe do torneio
| Pos. | Jogador             | Seleção             |
| ---- | ------------------- | ------------------- |
| G    | Steve Mandanda      | França              |
| LD   | Dwight Tiendalli    | Países Baixos       |
| Z    | Dmytro Chyhrynskyi  | Ucrânia             |
| Z    | Milan Stepanov      | Sérvia e Montenegro |
| LE   | Urby Emanuelson     | Países Baixos       |
| MD   | Thomas Kahlenberg   | Dinamarca           |
| MC   | Ismaïl Aissati      | Países Baixos       |
| MC   | Rio Mavuba          | França              |
| ME   | Jérémy Toulalan     | França              |
| A    | Artem Milevskyi     | Ucrânia             |
| A    | Klaas-Jan Huntelaar | Países Baixos       |

Fonte:

## Artilharia
4 golos
- Klaas-Jan Huntelaar

3 golos
- Thomas Kahlenberg
- Nicky Hofs

2 golos
| - Bryan Bergougnoux | - Ruslan Fomin | - Artem Milevskiy |

1 golo
| - Leon Andreasen - Rasmus Würtz - Julien Faubert - Yoan Gouffran - Rio Mavuba - Florent Sinama-Pongolle | - Jérémy Toulalan - Eugen Polanski - Rolando Bianchi - Giorgio Chiellini - Raffaele Palladino - Alessandro Potenza | - Gijs Luirink - Daniël de Ridder - João Moutinho - Branislav Ivanović |